# Чичерова Ольга Миколаївна
Ольга Миколаївна Чи́черова (нар. 13 листопада 1948, Владивосток) — естонська артистка балету і балетний педагог.

## Біографія
Народилася 13 листопада 1948 року в місті Владивостоці (нині Росія). 1966 року закінчила Талліннське хореографічне училище (педагог Л. Х. Леетма). Упродовж 1966—1987 років — балерина театру «Естонія» у Таллінні. Член КПРС з 1972 року. У 1987—2013 роках викладала у Талінському хореографічному/балетному училищі.

## Партії
- Одетта–Оділлія, фея Бузку («Лебедине озеро», «Спляча красуня» Петра Чайковського);
- Балерина («Пахіта» Едуара Дельдевеза та Людвіга Мінкуса);
- Кармен («Кармен-сюїта» Жоржа Бізе);
- Мірта («Жізель» Адольфа Адама).